# Grand Theft Auto: San Andreas
Grand Theft Auto: San Andreas – komputerowa gra akcji stworzona przez Rockstar North oraz wydana przez Rockstar Games. Gra należy do serii Grand Theft Auto.
Produkcję wydano 26 października 2004 na platformie PlayStation 2, a 7 czerwca 2005 na Windows i Xboksie. Wersja na platformę macOS została wydana 12 listopada 2010. Pod koniec 2013 roku Grand Theft Auto: San Andreas doczekało się portu na telefony z systemem iOS oraz Android, a później także na Windows Phone.

## Fabuła
Akcja gry rozgrywa się w 1992 roku. Wiele misji, w których gracz bierze udział, jest odzwierciedleniem różnych wydarzeń z początku lat dziewięćdziesiątych mających miejsce w Kalifornii (akcja filmu Terminator 2 czy zamieszki w Los Angeles).
Gracz wciela się w postać Afroamerykanina Carla Johnsona (CJ-a), który po pięciu latach spędzonych w Liberty City wraca do Los Santos. San Andreas jest parodią dwóch rzeczywistych stanów, czyli Kalifornii i Nevady. CJ opuścił Los Santos po śmierci młodszego brata – Briana. Wrócił teoretycznie tylko na pogrzeb zamordowanej matki, jednakże gdy zauważa, że zarówno rodzina, jak i jego gang, Grove Street Families są w rozsypce, postanawia zostać.
W dodatku podczas powrotu do domu z lotniska, Carl spotyka trzech skorumpowanych funkcjonariuszy policji: Tenpenny’ego, Pulaskiego i Hernandeza, nazywanych oddziałem „C.R.A.S.H.” (ang. Community Resources Against Street Hoodlums), którzy wrabiają Carla w zabójstwo policjanta (którego sami zabili), przez co ten nie może opuścić stanu. Po pogrzebie Carl zostanie w Los Santos i będzie wykonywał zadania dla swoich przyjaciół, a także dla C.R.A.S.H.

## Rozgrywka
W grze pojawiło się wiele nowych możliwości niedostępnych wcześniej w serii. Nowymi pojazdami są rowery, traktory, żniwiarki, quady, czy pociągi. Główny bohater nauczył się pływać, przeskakiwać ogrodzenia oraz nurkować. Poza tym niektóre bronie można trzymać jednocześnie w obydwóch rękach (pistolety oraz uzi) lub wykonywać tzw. „drive-by” (technika strzelania z pojazdu). Kamera, walka i namierzanie zostały ulepszone na wzór innej gry Rockstara, Manhunt.
Rockstar umożliwił również większą personalizację głównego bohatera. Carl może teraz zmienić fryzurę lub ubranie czy też zrobić sobie tatuaż, co działa na reakcję przechodniów. By żyć, CJ musi też kupować jedzenie, które można otrzymać w różnych restauracjach fastfoodowych. W grze mamy 3 sieci fast-foodowe: Cluckin’ Bell (odpowiednik KFC i Taco Bell), Well Stacked Pizza (odpowiednik Pizza Hut) oraz Burger Shot (odpowiednik Burger King). Dodatkowo jedzenie i picie możemy kupować w ulicznych stoiskach, automatach, barach czy klubach nocnych. Ilość spożytego jedzenia oddziałuje na wygląd bohatera. Jeśli CJ zje za dużo w krótkim czasie, zwymiotuje. Jeśli będzie jadł dużo przytyje i spowolni się przez to jego ruch. Jeśli przestanie jeść, zacznie tracić wagę oraz muskulaturę. Rozwój bohatera odbywa się m.in. w umiejętnościach prowadzenia różnych typów pojazdów, wytrzymałości, celności strzelania, pojemności płuc, czy też i w atrakcyjności. Podczas gry CJ będzie mógł się nauczyć jednej z trzech różnych sztuk walki w jednej z trzech siłowni, z których każda jest ulokowana w innym dużym mieście.
Nowym zajęciem, wpisującym się w tradycyjną kontrowersyjność serii, są kradzieże. Pod osłoną nocy CJ może wkraść się do cudzego mieszkania i ukraść wartościowe przedmioty.
Dodatkowo Carl może prowadzić przez określony czas różne dialogi z przechodniami pojawiającymi się podczas gry. Szacunek dla głównego bohatera jest zależny od działań, jakich on się podejmuje. Przedstawiciele Rockstara stwierdzili, że tylko dla głównego bohatera nagrano około 4200 linii dialogów.
Dwuosobowy tryb co-operative został dodany do konsolowych wersji gry (PlayStation 2 i Xbox). Ikonki dwóch graczy można znaleźć w wielu miejscach w świecie San Andreas. Ustawienie gracza na takiej ikonie i naciśnięcie jakiegokolwiek przycisku na drugim kontrolerze rozpoczyna misje dla dwóch graczy podobne do „rozwałek” (ang. rampages) znanych z poprzednich gier tej serii.
Nowymi minigrami są m.in. koszykówka, bilard, bazowane na grach dźwiękowych konkurencje taneczne. Udostępniono też zawody lowriderów oraz automaty do gier z grami zręcznościowymi.
Usprawnieniom uległa też sztuczna inteligencja. Teraz kiedy główny bohater zabije kogoś na ruchliwej ulicy spowoduje, że ludzie nie tylko będą uciekać, lecz też kucać, policja szybciej zareaguje, a kierowcy zaczną uciekać przed siebie czasami dobijając się do budynków i innych pojazdów. Dodatkowo po wycelowaniu broni w postać na ulicy, ta podniesie ręce do góry. Gdy na drodze bohatera znajdą się członkowie nieprzyjaznego gangu zaczną prowadzić wymianę ognia, a jeśli w pobliżu są członkowie gangu zaprzyjaźnionego z gangiem gracza, zaczną oni chronić Carla.
Cały stan San Andreas jest ponad pięciokrotnie większy od tego, jaki zajmuje Liberty City czy Vice City.

## Ścieżka dźwiękowa
Do Grand Theft Auto: San Andreas zostało wydanych kilka ścieżek dźwiękowych z gry: Grand Theft Auto: San Andreas Official Soundtrack 23 listopada 2004 roku, Grand Theft Auto: San Andreas Official Soundtrack Box Set 7 grudnia oraz dziesięć albumów zawierających utwory z poszczególnych stacji radiowych gry, które zostały wydane w 2013 roku.

## Wydanie
Pierwsza wzmianka o nowej grze pojawiła się 30 października 2003 roku, gdy Take-Two Interactive zaanonsowało, że nienazwana jeszcze gra, pojawi się w sklepach w „drugiej połowie 2004 roku”. Zaraz po tym oświadczeniu gracze wysnuli dwie teorie dotyczące fabuły. Jedna mówiła, że będzie się ona dziać w mieście San Andreas w Kalifornii (bazowanym na San Francisco; San Andreas było jednym z trzech miast dostępnych w pierwszej części serii) w czasach obecnych, a druga mówiła o Sin City w Nevadzie (bazowanym na Las Vegas) w latach siedemdziesiątych.
17 i 21 grudnia 2003, Take-Two zarejestrowało dziesięć związanych z nazwą GTA znaków handlowych (GTA5, GTA6, GTA: San Andreas, Grand Theft Auto: San Andreas, GTA: Sin City, Grand Theft Auto: Sin City, GTA: Bogota, Grand Theft Auto: Bogota, GTA: Tokyo oraz Grand Theft Auto: Tokyo).
1 marca 2004 roku przedstawiciel Take-Two wyjawił na konferencji prasowej, że Grand Theft Auto: San Andreas zostanie wydane 19 października 2004 w Stanach i 22 października w Europie.

### Odświeżona edycja
W 2021 zapowiedziano wydanie odświeżonej trylogii Grand Theft Auto III, Vice City oraz San Andreas, zatytułowanej The Definitive Edition. Została ona wydana 11 listopada tego samego roku na Microsoft Windows, Nintendo Switch, PlayStation 4, PlayStation 5, Xbox One oraz Xbox Series.

## Odbiór gry
Gdy Rockstar ogłosił, że główny bohater (CJ) jest czarnoskóry, wywołało to falę krytyki. Michel Marriott z New York Timesa napisał, że gra utrzymuje stereotyp Afroamerykanina gangstera. W czerwcu 2005 roku ukazała się nieoficjalna modyfikacja do gry (tzw. „Hot Coffee Mod”) autorstwa Holendra Patricka Wildenborga, która umożliwiała dostęp do scen erotycznych w grze.
W lipcu 2005 organizacja ESRB oraz różni politycy, m.in. senator Hillary Clinton, uruchomili śledztwa dotyczące zawartości modyfikacji „Hot Coffee”.
10 sierpnia 2005 Rockstar Games oficjalnie wydało łatę dla San Andreas.
Po premierze, Grand Theft Auto: San Andreas spotkała się z powszechnym uznaniem krytyków, uzyskując w wersji na PlayStation 2 średnią z ocen wynoszącą 95/100 punktów według agregatora Metacritic. Redaktor serwisu IGN, Jeremy Dunham, przyznał ocenę 9,9/10 chwaląc rozgrywkę i ścieżkę dźwiękową gry.
Według stanu z 2011 roku sprzedano ponad 21,5 milionów egzemplarzy gry.